# 1947 en France
Chronologie de la France
- 1943
- 1944
- 1945
- 1946
- 1947
- 1948
- 1949
- 1950
- 1951

Cet article présente les faits marquants de l'année 1947 en France.

## Évènements

### Janvier
- 1er janvier : entrée en vigueur du plan de Sécurité sociale[1].
- 2 janvier : décret qui prescrit une diminution générale des prix de 5%[1].
- 9 janvier : le général Leclerc repart de Saïgon pour Paris[1].

- 16 janvier :

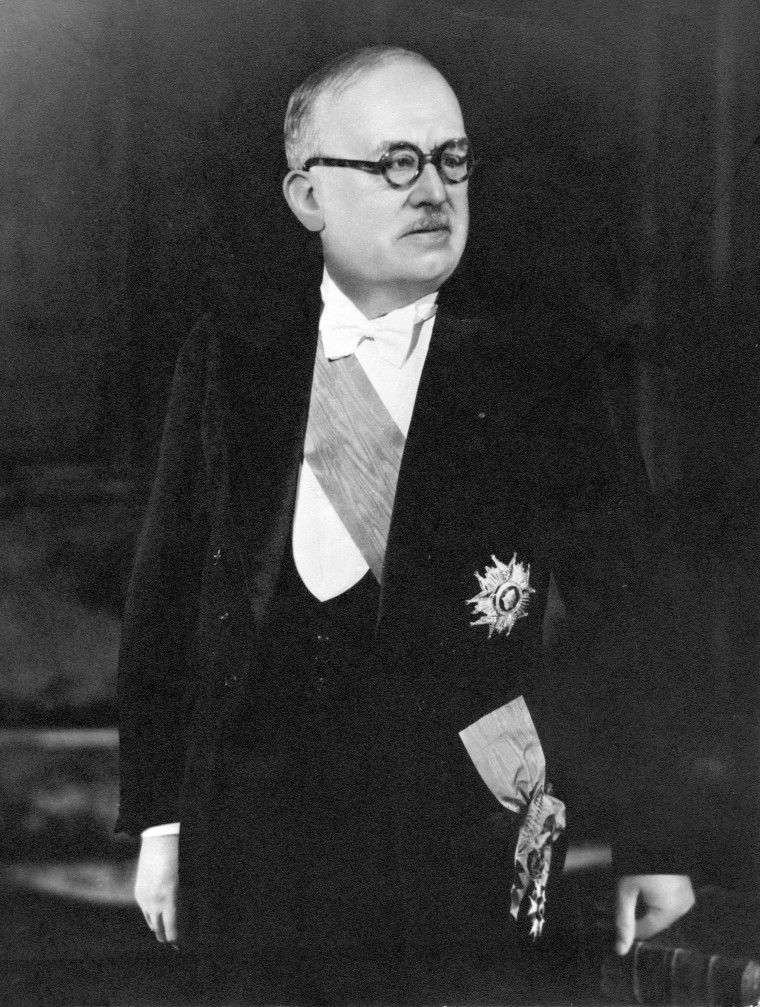
Portrait officiel de Vincent Auriol.

  - élection de Vincent Auriol à la présidence de la IVe République[2].
  - démission du troisième gouvernement Blum[3].
  - décret relatif aux modalités d'exécution du plan. Il marque l'entrée en vigueur du premier plan quinquennal, dit « de modernisation et d'équipement », dû à Jean Monnet[3]. Il donne la priorité au développement de l’énergie et de la sidérurgie.
  - décret sur le nouveau statut des charbonnages de France[4], réduisant le rôle des syndicats et des salariés.
- 21-2 février : vague de froid[5].
- 21 janvier : Édouard Herriot Président de l'Assemblée nationale[6].
- 22 janvier : début du premier gouvernement Ramadier président du Conseil jusqu'au 21 octobre 1947[7], élargi aux radicaux, aux indépendants et à l’UDSR[8].

### Février
- 10 février : signature à Paris de traités de paix entre les Alliés et les anciens États satellites européens de l’Allemagne nazie, la Bulgarie, la Finlande, la Hongrie, l’Italie et la Roumanie[9]. Tous ces pays doivent renoncer à la fabrication, à l’expérimentation et à la possession de l’arme atomique[10].

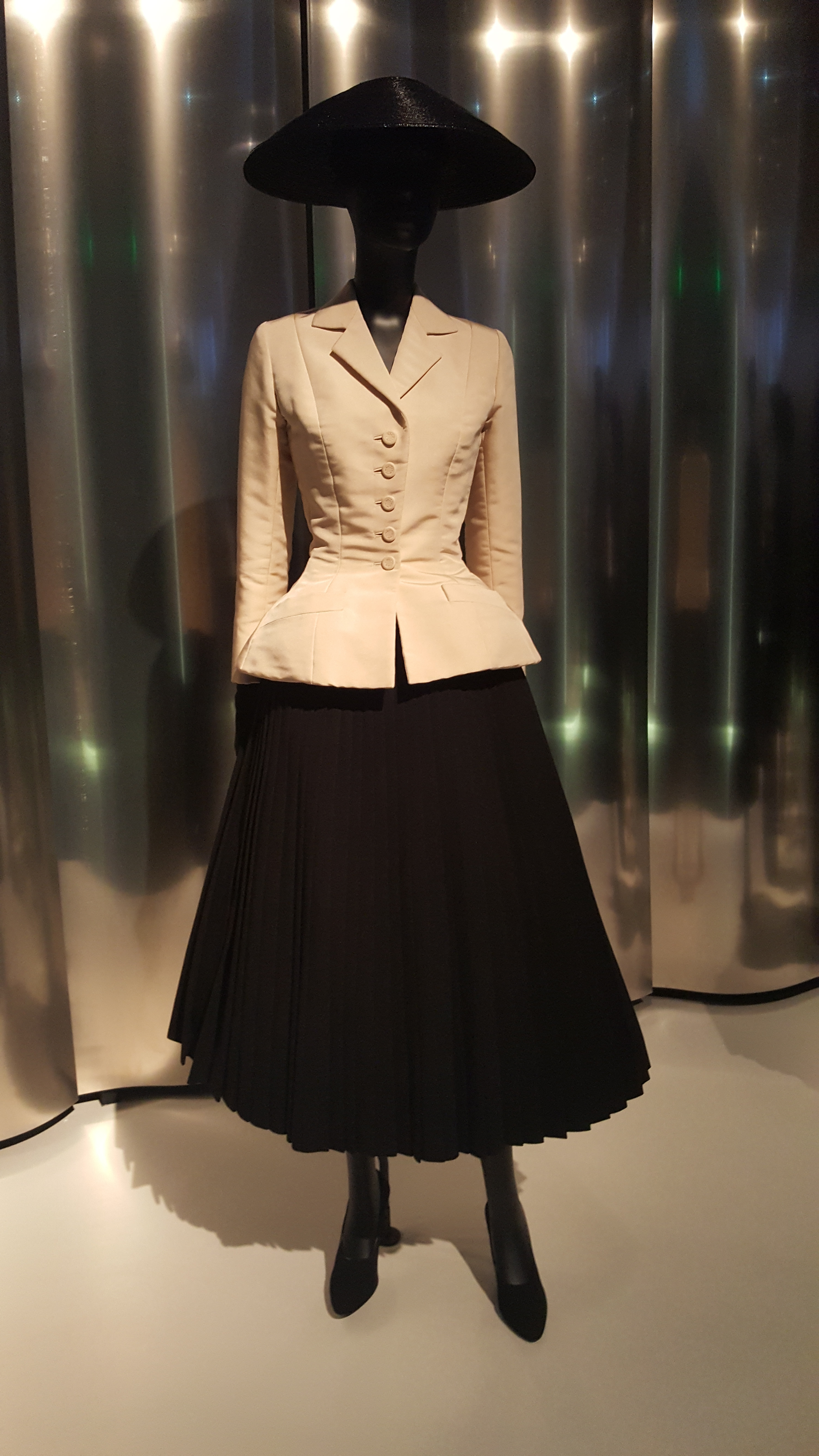
Christian Dior, modèle « Bar ». Tailleur d'apres-midi. Veste en shantung naturel et jupe plissée en laine noire. Collection printemps- été 1947

- 12 février : le styliste et couturier Christian Dior présente sa première collection et son premier parfum[11].
- 24 février : nouveau décret qui prescrit une diminution générale des prix de 5%[1].
- 26 février : sortie en France de Sciuscià, film italien de Vittorio De Sica[12].
- 28 février : première réunion de la commission chargée d'enquêter sur les évènements survenus en France de 1933 à 1945[13].

### Mars
- 4 mars : traité de Dunkerque entre la France et la Grande-Bretagne, accord de défense mutuelle contre toute renaissance du militarisme allemand[14].
- 14 mars : signature de la Convention collective nationale qui crée l'AGIRC (Association générale des institutions de retraite des cadres), régime de retraite complémentaire en faveur des cadres[15].
- 18 mars : Gaston Monnerville Président du Conseil de la République[1].
- 21 mars : accord entre l'Italie et la France qui prévoit l'émigration de 200 000 travailleurs italiens d'ici 1948[16].
- 22 mars : les députés communistes s'abstiennent de voter les crédits militaires pour la guerre d'Indochine[8].
- Nuit du 29 au 30 mars : un soulèvement insurrectionnel déclenché par les nationalistes activistes éclate à Madagascar contre le régime colonial français[17]. La repression fait 80 000 morts[1].
- 30 mars : discours du général de Gaulle à Bruneval qui marque sa rentrée politique[18].
- 31 mars : introduction d’un salaire minimum vital[1].

### Avril
- 2 avril : loi Bichet sur la distribution de la presse écrite[19].
- 7 avril : discours de Strasbourg. Le général Charles de Gaulle annonce la création du Rassemblement du peuple français (RPF)[1], qu’il présidera (14 avril).
- 16 avril : les ministres communistes refusent de s'associer à la demande de levée de l'immunité parlementaire des députés malgaches arrêtés dans l'île[8].
- 23 avril : création de la Fédération des conseils de parents d'élèves[20].
- 24 avril : 
  - création du Centre interarmées d’essais d’engins spéciaux[21]. La France installe une base secrète d’essais de fusées, près de Hammaguir (Algérie).
  - élections des conseils d'administration des caisses de Sécurité sociale[1].
- 25 avril :
  - début de la grève des usines Renault à Billancourt animée par le militant trotskyste Pierre Bois ; la CGT rallie le mouvement à contrecœur le 28 avril et le PCF est contraint d’appuyer officiellement les revendications des grévistes ce qui provoque le 5 mai le départ des ministres communistes du gouvernement Ramadier[22] (fin le 15 mai)[23].
  - Viêt Nam : Hô Chi Minh appelle à des négociations avec la France. Au cours de l’été, il cherche un compromis et remanie son gouvernement en éliminant les extrémistes (trois communistes seulement dans le gouvernement)[24].
- 27 avril : le MRP s’oppose à l’adhésion de ses membres au RPF.

### Mai
- 1er mai : pour faire face à la disette de blé due aux gelées, le gouvernement ramène de 300 à 250 grammes la ration quotidienne de pain[25].
- 4 mai : devant l’opposition des ministres communistes à sa politique économique et salariale, le président du Conseil Ramadier demande un vote de confiance que les députés communistes lui refusent[26].
- 5 mai : les ministres communistes sont renvoyés du gouvernement[27]. Fin du tripartisme (PCF, MRP et SFIO) et création de la Troisième Force.
- 6 mai, Madagascar : le commandant du camp de Moramanga fait mitrailler trois wagons plombés où sont enfermés 166 prisonniers au prétexte que les insurgés malgaches s'apprêtent à les délivrer[28].
- 18 mai : élections régionales dans la zone d’occupation française en Allemagne et référendums sur les constitutions des länder de Bade, Wurtemberg-Hohenzollern et constitution de la Rhénanie-Palatinat[29].
- 25 mai : réquisition du personnel gréviste du gaz et de l'électricité[1].

### Juin
- 2 juin : une grève des cheminots éclate spontanément à Villeneuve-Saint-Georges face aux problèmes de ravitaillement. Elle gagne le 4 juin à la gare de Lyon puis le 6 les réseaux parisiens. Le 7 juin, l'ensemble du réseau ferroviaire est paralysé[31]. Elle se termine le 12 juin par un protocole d'accord, qualifié de « victoire considérable »[32].
- 4 juin : le président du Conseil Paul Ramadier dénonce le « chef d'orchestre clandestin qui inspirerait le mouvement giratoire des grèves » qui affecte le pays[33].
- 5 juin : annonce du plan Marshall, en vue de la reconstruction économique de l'Europe et pour lutter contre le communisme[34].
- 13 juin : grève des services publics[33].
- 19 juin-2 juillet : grève des employés de banque[33].
- 20 juin : arrêté interministériel relatif à l'attribution de primes de production[35].
- 23 juin : grève des mineurs du Pas-de-Calais et des usines Citroën[33].
- 24-29 juin, 27 juillet-5 août, 14-20 août; série de vagues de chaleur d’ampleur exceptionnelle, qui affectent l’ensemble du continent européen[36]. La période entre le 22 juillet et le 4 août est considérée, selon Météo-France, comme « l’épisode caniculaire le plus intense depuis l’après-guerre, après la canicule d’août 2003. » Paroxysme du démantèlement des glaciers dans les Alpes.
- 25-29 juin : XIe congrès du Parti communiste français à Strasbourg[37].
- 27 juin-2 juillet : conférence de Paris sur le plan Marshall, refusé par les Soviétiques[1].
- 30 juin : les Renseignements Généraux découvrent lors d'une perquisition l'existence d'une tentative de coup d'État contre la IVe République. Le ministre de l’Intérieur français Édouard Depreux révèle à la presse l’existence du complot du Plan Bleu, formé par des anti-communistes. Des arrestations au sein des milieux d'extrême droite sont menées par les forces de l'ordre.

### Juillet
- 2 juillet : sortie de Les jeux sont faits, film de Jean Delannoy[38].
- 7 juillet : ouverture de l'exposition internationale du surréalisme organisée à la galerie Maeght à Paris par André Breton et Marcel Duchamp[39].
- 11 juillet : l’Exodus quitte le port de Sète avec 1 561 hommes, 1 282 femmes et environ 1 600 enfants et adolescents, rescapés des camps de la mort, à destination  de la Palestine[40].

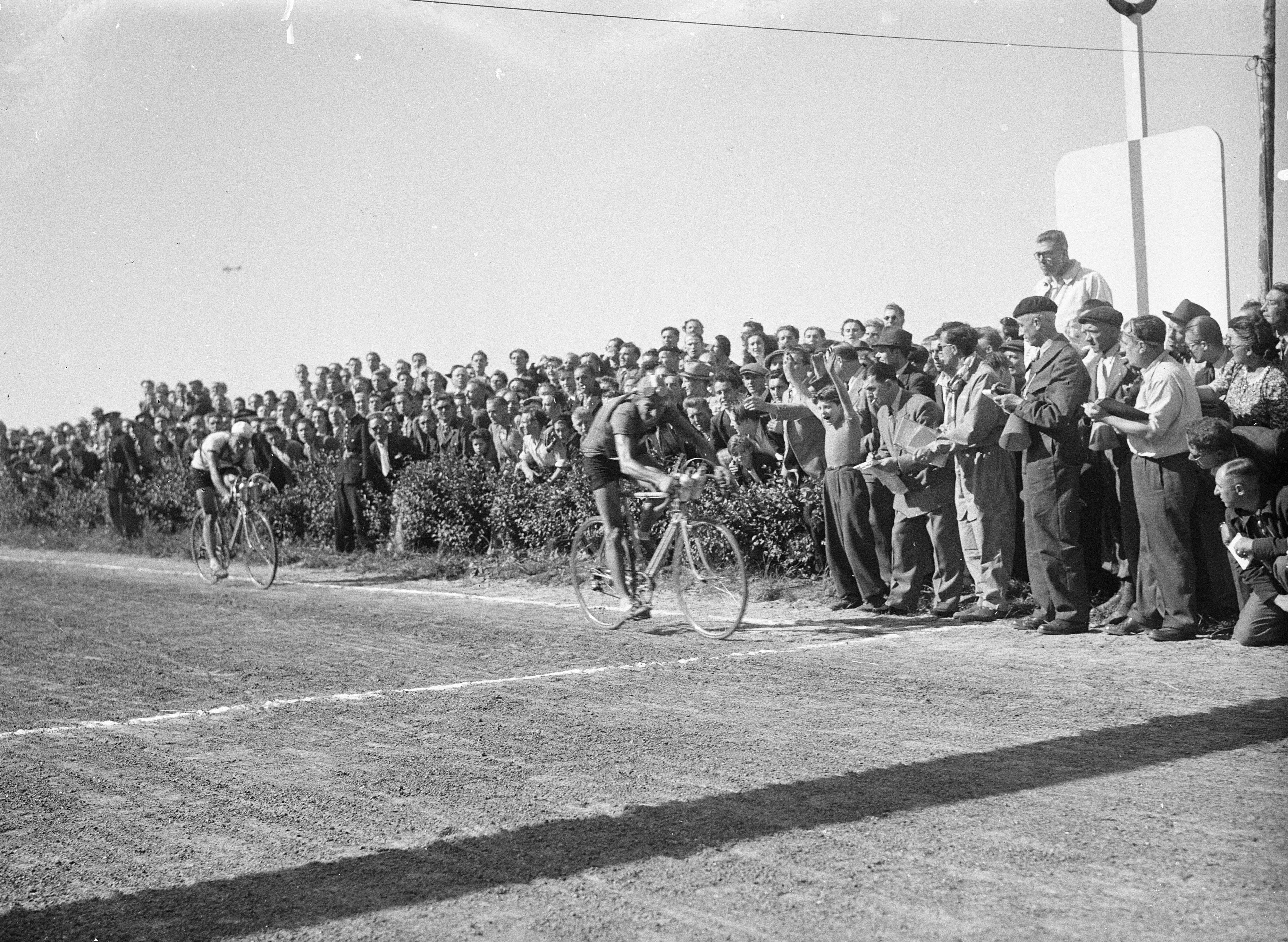
Tour de France. Première étape Paris-Lille le 25 juin 1947.

- 12 juillet : ouverture à Paris d’une conférence économique européenne qui réunit seize pays pour élaborer un plan de redressement basé sur le plan Marshall (fin le 27 septembre). Un programme de reconstruction est élaboré et un comité européen de coopération économique est créé[41].
- 20 juillet : Jean Robic remporte la 34e édition du Tour de France[42].
- 28 juillet : explosion de l'Ocean Liberty dans le port de Brest[43].

### Août
- 1er août : accord entre les patronat et les syndicats qui porte sur une hausse des salaires de 11%[1].
- 9 août :
  - vote par l'Assemblée nationale de la loi régularisant la situation des entreprises privées placées sous réquisition[44].
  - début du 6e jamboree mondial scout à Moisson[45].
- 13 août : l’Assemblée nationale adopte la loi électorale municipale qui prévoit un scrutin majoritaire dans les communes de moins de 9 000 habitants, un scrutin proportionnel dans les autres[1].
- 14-17 août : 39e congrès national de la SFIO à Lyon ; le rapport moral de Guy Mollet est  adopté à une énorme majorité[33].
- 16 août : loi portant amnistie[46].

- 27 août : 

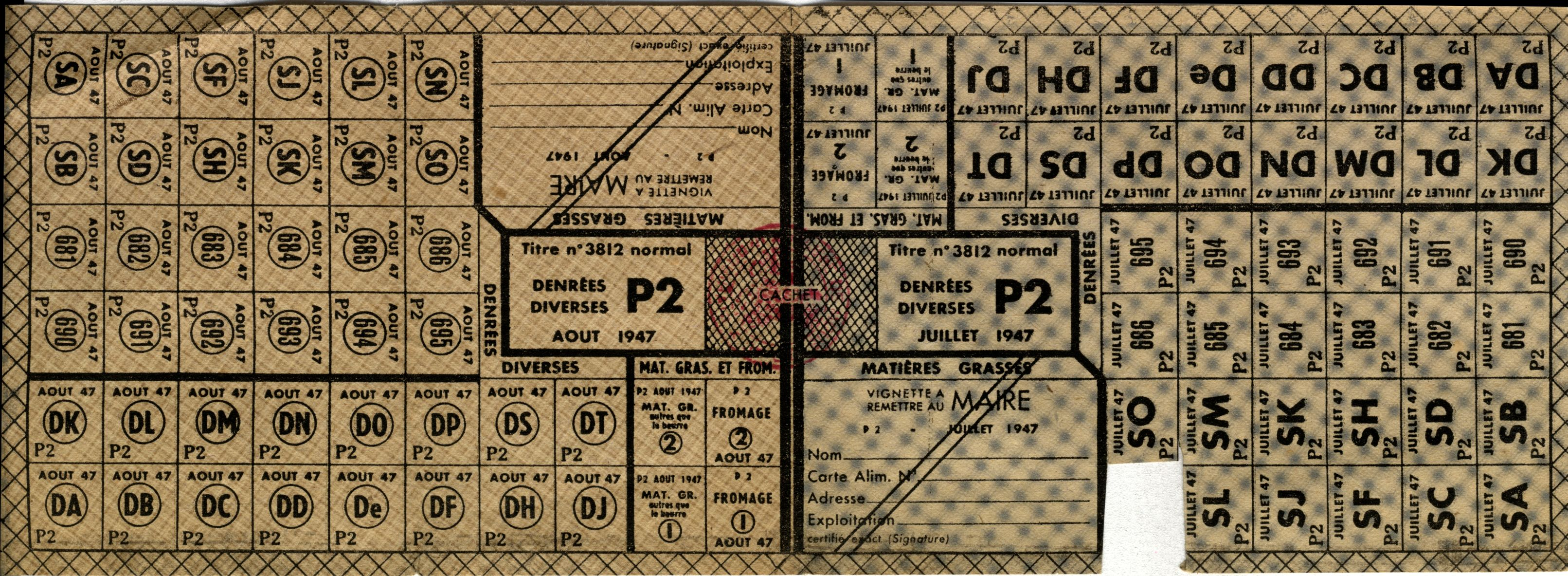
Carte de rationnement pour de la nourriture en vigueur en France en 1947

  - vote de la loi réformant le statut de l'Algérie[47]. Création d'un comité technique interministériel sur la situation du pays.
  - la ration quotidienne de pain est ramenée de 250 à 200 grammes[25].
- 30 août : l'incendie du cinéma Le Sélect à Rueil-Malmaison fait 89 morts et 64 blessées[48].

### Septembre
- 4 septembre : le Soudan français est fixé définitivement dans ses frontières actuelles, avec la reconstitution de l’ancienne colonie de Haute-Volta[49].

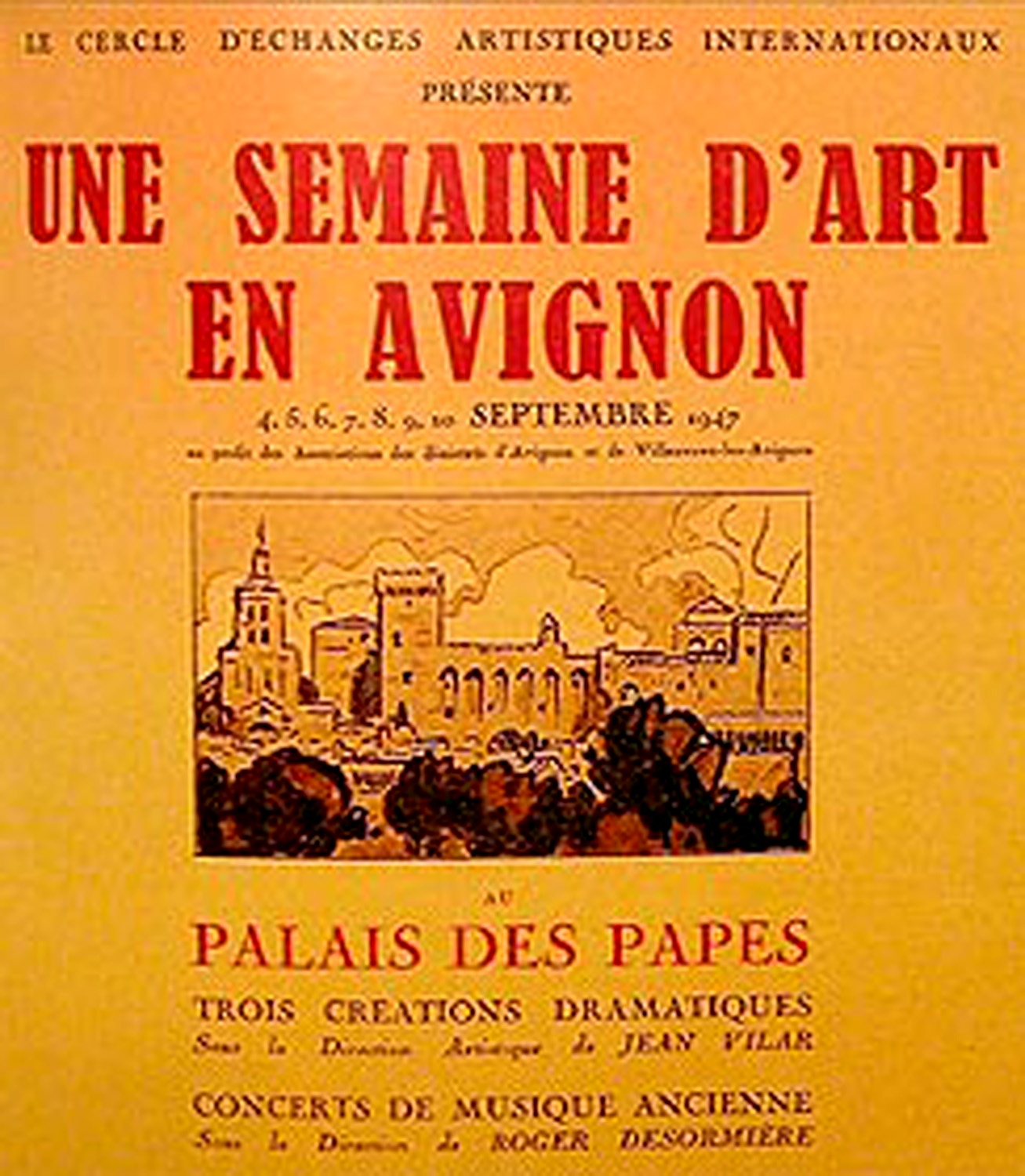
Une semaine d'Art en Avignon

- 4-10 septembre : « Une semaine d'Art en Avignon », évènement à l'origine du festival d'Avignon[50].
- 11 septembre : manifestations ouvrières dans plusieurs villes contre le rationnement et la cherté de la vie ; violents incidents au Mans entre manifestants et policiers au cours de la manifestation organisée par les Syndicats devant la préfecture[51]. Des troubles éclatent à Alençon le lendemain.
- 12-25 septembre : Festival de Cannes[52].
- 12 septembre : sortie du film Le Diable au corps, de Claude Autant-Lara[réf. souhaitée].
- 20 septembre : adoption du Statut de l’Algérie qui constitue désormais un groupe de trois départements bénéficiant de la personnalité civile et de l’autonomie financière. Le gouvernement général est maintenu. L’Assemblée algérienne, aux pouvoirs limités, sera élue par deux collèges distincts (citoyens de statut civil français et musulmans assimilés d’une part, Algériens ayant conservé leur statut personnel d’autre part)[53].
- 22 septembre : adoption du plan Marshall par la Conférence de Paris[41].
- 23 septembre : troubles à Verdun contre le rationnement ; ils s'étendent à la Haute-Marne où un train de marchandises est pillé, puis la Lorraine ; Toul est mis en état de siège et Nancy connait plusieurs manifestations. Ces mouvements se prolongent jusqu'au 10 octobre[54].

### Octobre
- 3 octobre : sortie à Paris de Quai des Orfèvres, film d'Henri-Georges Clouzot[55].
- 7 octobre : début de l’opération Léa, offensive française contre le Việt Minh dans la guerre d'Indochine[56].
- 12 octobre : référendum local sur le rattachement de Tende[57].
- 19-26 octobre : victoire du RPF aux élections municipales avec 38,3% des suffrages[58] ; le RPF s'empare des treize plus grandes villes de France et Pierre de Gaulle devient président du Conseil municipal de Paris[59]. Le MRP s’effondre, passant de 23 à 10 %. Communistes et socialistes obtiennent respectivement 30 et 14 % des voix.
- 22 octobre : remaniement ministériel ; début du deuxième gouvernement Ramadier[60].
- 27 octobre : le général de Gaulle demande en vain la dissolution de l'Assemblée nationale et la révision de la Constitution[58].

### Novembre
- 10 novembre : manifestation à Marseille pour protester contre l'augmentation du tarif des tramways ; l'arrestation de quatre ouvriers métallurgistes provoque une véritable insurrection sous l’œil bienveillant d'une partie des CRS. Le 12 novembre, des militants communistes envahissent le Palais de justice pour les relâcher, puis investissent l'Hôtel de ville où ils molestent le maire RPF Michel Carlini qui vient de battre le communiste Jean Cristofol. Le soir, les manifestants saccagent les établissements de nuit du quartier de l'Opéra ; l'un d'entre eux, Vincent Voulant, est tué d'une balle tirée d'un bar qui appartient aux frères Guérini, parrains de la pègre marseillaise. Ses obsèques le 14 novembre sont l'occasion d'une nouvelle extension du mouvement qui touche 40 000 travailleurs[22].
- 10 novembre - 9 décembre : parti de Marseille, le vaste mouvement de grèves insurrectionnelles va agiter le pays durant plusieurs mois et opposer violemment les manifestants aux forces de l’ordre que dirige le ministre de l’Intérieur Jules Moch. Il gagne Clermont-Ferrand, Montluçon, Saint-Étienne, Valence où deux personnes trouvent la mort[61]. 300 000 mineurs, plusieurs milliers d'employés d’entreprises publiques comme la poste refusent de reprendre le travail et occupent illégalement usines, puits et ateliers. Le gouvernement fait appel à l'armée et déploie 60 000 soldats et CRS pour contrer les 15 000 grévistes qui occupent alors l'ensemble des puits à charbon et entreprises publiques du territoire national afin de les forcer à reprendre le travail.
- 14 novembre : incident du camp de Beauregard ; la perquisition d'une dépendance de l'ambassade soviétique, le camp de rapatriement de Beauregard par les CRS et la découverte d'armes marque le raidissement des relations franco-soviètiques[62].
- 19 novembre : chute du deuxième gouvernement Ramadier, qui ne dispose plus que d’une faible majorité[58].
- 20 novembre : le président de la République Vincent Auriol charge Léon Blum de former un nouveau gouvernement[63].
- 21 novembre : Par 300 voix sur 619, l'Assemblée nationale refuse l'investiture à Léon Blum[64].
- 22 novembre : Par 412 voix contre 184, l'Assemblée nationale accorde l'investiture à Robert Schuman[65].
- 24 novembre : début du premier gouvernement Schuman président du Conseil jusqu'au 19 juillet 1948. C'est un gouvernement de « Troisième Force » regroupant la SFIO (socialistes), le MRP (chrétiens-démocrates) et les radicaux. Jules Moch devient ministre de l'intérieur, il prône la fermeté et la répression face aux mouvements insurrectionnels qui agitent la France[58].
- 28 novembre : le général Leclerc est tué dans un accident d’avion[66].
- 25 novembre : le ministre de l'Intérieur prend une mesure d'expulsion contre dix-neuf ressortissants soviétiques résidant en France impliqués dans des grèves ; en représailles le gouvernement soviétique décide le 8 décembre d'interrompre les pourparlers commerciaux avec la France et de ne pas accorder les visas[67].
- 29 novembre, Viêt Nam : massacre de civils à My Trach par les soldats français[68].
- 30 novembre : échec des négociations du ministre de l'intérieur Jules Moch avec la CGT ; il renforce les effectifs des CRS et rappelle quatre-vingt mille réservistes[58].

### Décembre
- 1er-2 décembre : le député communiste de l'Hérault Raoul Calas engage une épreuve de force en refusant de quitter la tribune de l'Assemblée contre la volonté du gouvernement de mobiliser l'armée contre les grévistes[69].
- 2-3 décembre : Un attentat fait dérailler le train Paris-Tourcoing. Le bilan est de 16 morts et de nombreux blessés[58].
- 2[70] et 6 décembre[71] : au terme de débats d’une extrême violence, l’Assemblée nationale vote les lois sur la « défense de la République » et sur la « protection de la liberté du travail » défendues par le ministre de l'Intérieur Jules Moch[72]. Interdiction du droit de grève dans la police et création en mai 1948 des IGAMES (super préfets) dotés, dans le cadre du maintien de l'ordre, de la plénitude des pouvoirs civils et militaires. Les CRS sont érigés en réserve générale de la police nationale et épurés des éléments communistes.
- 4 décembre : incidents de Valence ; deux manifestants sont tués et un troisième décède du fait de ses blessures[73].
- 6 décembre, Viêt Nam : rencontre en baie d’Along entre le haut commissaire de la République en Indochine Émile Bollaert et l’empereur d’Annam, Bảo Đại aux termes de négociations secrètes. Un protocole d’accord mentionnant l’indépendance est établi, mais limité par de multiples restrictions en matière de diplomatie et de défense[74].
- 8 - 14 décembre : Apparition de la Vierge Marie à L'Île-Bouchard demandant de « prier pour la France qui, ces jours-ci, est en grand danger »[75].
- 9 décembre : le Comité central de grève constitué par les fédérations CGT ordonne la reprise du travail après un mois de grève qui ont fait six morts et une centaine de blessés parmi les grévistes[1].
- 10 décembre : séance inaugurale à Versailles de l’Assemblée de l’Union française[76].
- 15 décembre :
  - instruction interministérielle encadrant le recours aux forces armées dans le cadre du maintien de l'ordre[77].
  - promulgation de la constitution de la Sarre. Le 20 décembre, un gouvernement sarrois est formé. La Sarre est détachée politiquement de l’Allemagne. La politique étrangère et la défense seront prises en charge par la France[78].
- 18 décembre : meeting du RPF au Vel d'hiv[33]. Gaston Palewski fustige les négociations en cours en Indochine.
- 19 décembre : 
  - scission au sein de la CGT entre une majorité proche du PCF et conduite par Benoît Frachon et une minorité réformiste conduite par Léon Jouhaux[1]. Encouragés et aidés financièrement par les syndicats américains, les minoritaires fondent la CGT-Force Ouvrière. C'est l'irruption de la guerre froide dans le monde syndical.
  - présentation devant le parlement du plan Mayer d'assainissement économique[79].
- 27 décembre : réorganisation des CRS. Ils sont privés du droit de grève[80].

## Naissances en 1947
- 21 janvier : Michel Jonasz, chanteur.
- 26 janvier : Michel Sardou, chanteur
- 26 janvier : Patrick Dewaere, acteur français († 16 juillet 1982).
- 22 mars : Erik Orsenna, romancier et académicien français.
- 4 avril : Jacques Frantz, acteur français, spécialisé dans le doublage vocal et père de Marjorie Frantz qui exerce le même boulot († 17 mars 2021).
- 7 avril : Michèle Torr, chanteuse française.
- 23 avril : Michel Leeb, humoriste.
- 18 mai : Bruno Devoldère, acteur français spécialisé dans le doublage († 15 février 2008).
- 2 juin : Martin Lamotte, acteur français.
- 11 juin : Anne Jolivet, actrice française
- 18 juin : Dominique Valera, karatéka français.
- 10 juillet : Christine Caron, nageuse française et championne olympique
- 21 août : Frédéric Mitterrand, journaliste, ministre de la Culture et de la Communication de 2009 à 2012.
- 20 septembre : Patrick Poivre d'Arvor, écrivain et présentateur de la télévision française.
- 4 octobre : Julien Clerc, chanteur français.
- 9 octobre : France Gall, chanteuse française († 7 janvier 2018)
- 28 novembre : Michel Berger, pianiste, auteur-compositeur-interprète français († 2 août 1992).

## Décès en 1947
- 22 janvier : Pierre Bonnard, peintre français.
- 14 juin :  Albert Marquet, peintre.